# Winter-Asienspiele 2011/Eishockey
Die Eishockeywettbewerbe der VII. Winter-Asienspiele fanden vom 28. Januar – und damit zwei Tage vor der eigentlichen Eröffnungsfeier – bis 6. Februar 2011 in den kasachischen Städten Astana und Almaty statt. Neben der Gastgebernation Kasachstan nahmen bei den Herren elf weitere Länder am Wettbewerb teil. Dadurch wurde zum zweiten Mal in Folge eine neue Rekordteilnehmerzahl erreicht.
Um die große Leistungsdiskrepanz zwischen den Top-Nationen aus Kasachstan und Japan sowie den jungen Eishockeynationen aus Bahrain oder Kirgisistan auszugleichen, spielten die Herren in einem neuen Modus. Sowohl die fünf besten als auch die restlichen sieben Nationen spielten in zwei unabhängigen Divisionen die Medaillengewinner aus. Die Goldmedaille der Top Division sicherte sich zum dritten Mal Kasachstan, das ohne Turnierniederlage blieb. Dahinter gewannen Japan und Südkorea die weiteren Medaillen. In der Premier Division errang Kirgisistan bei seinem ersten internationalen Auftritt den ersten Rang. Dahinter sicherten sich Thailand den zweiten Platz und die Vereinigten Arabischen Emirate den dritten.
Am Eishockeyturnier der Frauen nahmen erneut fünf Mannschaften teil. Die Teilnehmer waren die Gastgebernation, Japan, Südkorea, Nordkorea und die Volksrepublik China. Den Titel sicherte sich zum dritten Mal Kasachstan, das in allen Spielen unbesiegt blieb. Japan errang Silber, China holte Bronze.

## Teilnehmer, Austragungsorte und -zeiträume
Herren
- Top-Division: 31. Januar bis 6. Februar 2011 in der Arena 1 des Sportpalast Kasachstan in Astana
Teilnehmer:  Republik China (Taiwan) (Neuling),  Volksrepublik China,  Kasachstan,  Japan (Titelverteidiger),  Südkorea
- Premier-Division: 28. Januar bis 5. Februar 2011 in der Arena 2 des Sportpalast Kasachstan in Astana
Teilnehmer:  Bahrain (Neuling),  Kirgisistan (Neuling),  Athleten aus Kuwait,  Malaysia,  Mongolei (erste Teilnahme seit 2003),  Thailand,  Vereinigte Arabische Emirate

Frauen
- 28. Januar bis 3. Februar 2011 im Sport- und Kulturpalast Baluan Scholak in Almaty
  - Teilnehmer:  Volksrepublik China,  Kasachstan (Titelverteidiger),  Japan,  Nordkorea,  Südkorea

### Austragungsorte
Die Turniere der Herren fanden in der Hauptstadt Astana statt. Dabei wurde die Top Division in der größeren Arena 1 des Sportpalast Kasachstan gespielt, und die Premier Division trug ihre Partien in der kleineren Arena 2 aus. Das Turnier der Frauen fand komplett in Almaty im Sport- und Kulturpalast Baluan Scholak statt.
| Astana                         | Astana                         | Almaty                                                  |
| Sportpalast Kasachstan         | Sportpalast Kasachstan         | Sport- und Kulturpalast Baluan Scholak Kapazität: 5.000 |
| Arena 1 Kapazität: 5.332       | Arena 2 Kapazität: 1.200       | Sport- und Kulturpalast Baluan Scholak Kapazität: 5.000 |
| Sportpalast Kasachstan Arena 1 | Sportpalast Kasachstan Arena 2 |                                                         |

## Herren

### Modus
Die Herren spielten in zwei unabhängigen Divisionen zwei Medaillenrunden. Die fünf besten Nationen spielten in der Top Division einmal gegen jede andere Mannschaft, sodass jedes Team vier Partien bestritt. Die restlichen sieben Länder absolvierten in der Premier Division eine separate Runde im gleichen Modus. Aufgrund der höheren Teilnehmerzahl bestritt jedes Team sechs Spiele.
Die Mannschaft mit den meisten Punkten gewann in jeder der beiden Divisionen die Goldmedaille.

### Top Division
| 31. Januar 2011 14:30 Uhr (Ortszeit) | 31. Januar 2011 9:30 Uhr (MEZ) | Republik China (Taiwan) | 0:22 (0:6, 0:10, 0:6)   | Südkorea                | Astana, Kasachstan Zuschauer: 450   |
| 31. Januar 2011 19:00 Uhr            | 31. Januar 2011 14:00 Uhr      | Volksrepublik China     | 1:7 (0:3, 0:2, 1:2)     | Japan                   | Astana, Kasachstan Zuschauer: 1.100 |
| 1. Februar 2011 14:30 Uhr            | 1. Februar 2011 9:30 Uhr       | Japan                   | 18:0 (4:0, 5:0, 9:0)    | Republik China (Taiwan) | Astana, Kasachstan Zuschauer: 950   |
| 1. Februar 2011 19:00 Uhr            | 1. Februar 2011 14:00 Uhr      | Kasachstan              | 14:1 (4:0, 3:0, 7:1)    | Volksrepublik China     | Astana, Kasachstan Zuschauer: 5.500 |
| 3. Februar 2011 14:30 Uhr            | 3. Februar 2011 9:30 Uhr       | Japan                   | 6:1 (0:1, 5:0, 1:0)     | Südkorea                | Astana, Kasachstan Zuschauer: 2.700 |
| 3. Februar 2011 19:00 Uhr            | 3. Februar 2011 14:00 Uhr      | Kasachstan              | 35:0 (12:0, 11:0, 12:0) | Republik China (Taiwan) | Astana, Kasachstan Zuschauer: 4.700 |
| 4. Februar 2011 14:30 Uhr            | 4. Februar 2011 9:30 Uhr       | Volksrepublik China     | 10:1 (3:0, 5:1, 2:0)    | Republik China (Taiwan) | Astana, Kasachstan Zuschauer: 1.900 |
| 4. Februar 2011 19:00 Uhr            | 4. Februar 2011 14:00 Uhr      | Südkorea                | 1:9 (0:3, 1:3, 0:3)     | Kasachstan              | Astana, Kasachstan Zuschauer: 5.500 |
| 6. Februar 2011 11:30 Uhr            | 6. Februar 2011 6:30 Uhr       | Südkorea                | 11:1 (6:0, 3:1, 2:0)    | Volksrepublik China     | Astana, Kasachstan Zuschauer: 1.500 |
| 6. Februar 2011 16:00 Uhr            | 6. Februar 2011 11:00 Uhr      | Kasachstan              | 4:1 (0:0, 2:0, 2:1)     | Japan                   | Astana, Kasachstan Zuschauer: 6.000 |

| Pl. |                         | Sp | S | OTS | OTN | N | Tore  | Punkte |
| 1.  | Kasachstan              | 4  | 4 | 0   | 0   | 0 | 62:03 | 12     |
| 2.  | Japan                   | 4  | 3 | 0   | 0   | 1 | 32:06 | 9      |
| 3.  | Südkorea                | 4  | 2 | 0   | 0   | 2 | 35:16 | 6      |
| 4.  | Volksrepublik China     | 4  | 1 | 0   | 0   | 3 | 13:33 | 3      |
| 5.  | Republik China (Taiwan) | 4  | 0 | 0   | 0   | 4 | 01:85 | 0      |

#### Beste Scorer
Abkürzungen: Sp = Spiele, T = Tore, V = Assists, Pkt = Punkte, +/− = Plus/Minus, SM = Strafminuten; Fett: Turnierbestwert
| Spieler               | Team       | Sp | T  | V  | Pkt | +/− | SM |
| --------------------- | ---------- | -- | -- | -- | --- | --- | -- |
| Talghat Schailauow    | Kasachstan | 3  | 5  | 15 | 20  | +21 | 0  |
| Roman Startschenko    | Kasachstan | 4  | 10 | 7  | 17  | +21 | 2  |
| Wadim Krasnoslobodzew | Kasachstan | 4  | 8  | 7  | 15  | +21 | 0  |
| Gō Tanaka             | Japan      | 4  | 5  | 9  | 14  | +8  | 0  |
| Maxim Chudjakow       | Kasachstan | 4  | 5  | 7  | 12  | +20 | 0  |
| Jewgeni Rymarew       | Kasachstan | 3  | 4  | 6  | 10  | +8  | 0  |
| Cho Min-ho            | Südkorea   | 4  | 5  | 4  | 9   | +7  | 2  |
| Fjodor Polischtschuk  | Kasachstan | 4  | 2  | 7  | 9   | +12 | 0  |
| Roman Sawtschenko     | Kasachstan | 4  | 1  | 7  | 8   | +21 | 2  |
| Kim Ki-sung           | Südkorea   | 4  | 5  | 2  | 7   | +8  | 0  |

#### Beste Torhüter
Abkürzungen: Sp = Spiele, Min = Eiszeit (in Minuten), GT = Gegentore, SO = Shutouts, Sv% = gehaltene Schüsse (in %), GTS = Gegentorschnitt; Fett: Turnierbestwert
| Spieler          | Team                    | Sp | Min    | GT | SO | Sv%   | GTS   |
| ---------------- | ----------------------- | -- | ------ | -- | -- | ----- | ----- |
| Witali Jeremejew | Kasachstan              | 3  | 128:40 | 1  | 0  | 97,37 | 0,47  |
| Yutaka Fukufuji  | Japan                   | 3  | 180:00 | 6  | 0  | 93,41 | 2,00  |
| Eum Hyun-seung   | Südkorea                | 4  | 156:57 | 9  | 0  | 88,00 | 3,44  |
| Liu Zhiwei       | Volksrepublik China     | 4  | 219:42 | 32 | 0  | 82,42 | 8,74  |
| Ting Pang-keng   | Republik China (Taiwan) | 4  | 192:02 | 55 | 0  | 81,42 | 17,18 |

#### Medaillengewinner
| Asienspielesieger Kasachstan | Maxim Beljajew, Jewgeni Blochin, Jewgeni Bumagin, Maxim Chudjakow, Dmitri Dudarew, Jewgeni Fadejew, Andrei Gawrilin, Witali Jeremejew, Alexei Koledajew, Witali Kolesnik, Wadim Krasnoslobodzew, Alexei Litwinenko, Witali Nowopaschin, Fjodor Polischtschuk, Iwan Poloschkow, Jewgeni Rymarew, Roman Sawtschenko, Talghat Schailauow, Maxim Semjonow, Ilja Solarjow, Roman Startschenko, Dmitri Upper, Alexei Wassiltschenko Trainer: Andrei Chomutow |

| Silber Japan | Masato Domeki, Yutaka Fukufuji, Yōsuke Haga, Masahito Haruna, Bin Ishioka, Takuma Kawai, Makoto Kawashima, Aaron Keller, Yōsuke Kon, Shūhei Kuji, Masahito Nishiwaki, Masafumi Ogawa, Masafumi Ōsawa, Takeshi Saitō, Masahito Suzuki, Takahito Suzuki, Gō Tanaka, Jun Tonosaki, Hiroki Ueno, Takafumi Yamashita, Shin’ya Yanadori Trainer: Mark Mahon |

| Bronze Südkorea | Ahn Hyun-min, Cho Min-ho, Choi Jung-sik, Eum Hyun-seung, Kim Dong-hwan, Kim Geun-ho, Kim Hyeok, Kim Hyun-soo, Kim Ki-sung, Kim Kyu-hun, Kim Sang-wook, Kim Won-jung, Kim Woo-jae, Kim Yoon-hwan, Kwon Tae-an, Lee Don-ku, Lee Yong-jun, Park Sung-je, Park Woo-sang, Shin Sang-woo, Song Dong-hwan, Suh Sin-il Trainer: Kim Hee-woo |

#### Auszeichnungen
| Auszeichnung       | Spieler               | Team       |
| ------------------ | --------------------- | ---------- |
| Bester Torhüter    | Yutaka Fukufuji       | Japan      |
| Bester Verteidiger | Aaron Keller          | Japan      |
| Bester Stürmer     | Wadim Krasnoslobodzew | Kasachstan |

### Premier Division
| 28. Januar 2011 13:30 Uhr (Ortszeit) | 28. Januar 2011 8:30 Uhr (MEZ) | Thailand                     | 4:15 (2:8, 1:2, 1:5)   | Kirgisistan                  | Astana, Kasachstan Zuschauer: 350   |
| 28. Januar 2011 17:00 Uhr            | 28. Januar 2011 12:00 Uhr      | Malaysia                     | 25:0 (4:0, 8:0, 13:0)  | Bahrain                      | Astana, Kasachstan Zuschauer: 300   |
| 28. Januar 2011 20:30 Uhr            | 28. Januar 2011 15:30 Uhr      | Mongolei                     | 3:2 (1:0, 0:0, 2:2)    | Athleten aus Kuwait          | Astana, Kasachstan Zuschauer: 200   |
| 29. Januar 2011 13:30 Uhr            | 29. Januar 2011 8:30 Uhr       | Vereinigte Arabische Emirate | 0:14 (0:3, 0:6, 0:5)   | Kirgisistan                  | Astana, Kasachstan Zuschauer: 200   |
| 29. Januar 2011 17:00 Uhr            | 29. Januar 2011 12:00 Uhr      | Bahrain                      | 0:29 (0:11, 0:10, 0:8) | Thailand                     | Astana, Kasachstan Zuschauer: k. A. |
| 29. Januar 2011 20:30 Uhr            | 29. Januar 2011 15:30 Uhr      | Athleten aus Kuwait          | 7:12 (1:5, 2:4, 4:3)   | Malaysia                     | Astana, Kasachstan Zuschauer: 200   |
| 31. Januar 2011 13:30 Uhr            | 31. Januar 2011 8:30 Uhr       | Vereinigte Arabische Emirate | 25:0 (9:0, 6:0, 10:0)  | Bahrain                      | Astana, Kasachstan Zuschauer: 200   |
| 31. Januar 2011 17:00 Uhr            | 31. Januar 2011 12:00 Uhr      | Mongolei                     | 3:13 (1:5, 0:6, 2:2)   | Kirgisistan                  | Astana, Kasachstan Zuschauer: 150   |
| 31. Januar 2011 20:30 Uhr            | 31. Januar 2011 15:30 Uhr      | Thailand                     | 5:3 (2:0, 0:2, 3:1)    | Athleten aus Kuwait          | Astana, Kasachstan Zuschauer: 100   |
| 1. Februar 2011 13:30 Uhr            | 1. Februar 2011 8:30 Uhr       | Kirgisistan                  | 23:2 (11:0, 8:1, 4:1)  | Malaysia                     | Astana, Kasachstan Zuschauer: 200   |
| 1. Februar 2011 17:00 Uhr            | 1. Februar 2011 12:00 Uhr      | Bahrain                      | 1:21 (1:4, 0:8, 0:9)   | Mongolei                     | Astana, Kasachstan Zuschauer: 100   |
| 1. Februar 2011 20:30 Uhr            | 1. Februar 2011 15:30 Uhr      | Athleten aus Kuwait          | 2:5 (0:2, 1:1, 1:2)    | Vereinigte Arabische Emirate | Astana, Kasachstan Zuschauer: 200   |
| 2. Februar 2011 13:30 Uhr            | 2. Februar 2011 8:30 Uhr       | Bahrain                      | 10:15 (2:6, 6:4, 2:5)  | Kirgisistan                  | Astana, Kasachstan Zuschauer: 150   |
| 2. Februar 2011 17:00 Uhr            | 2. Februar 2011 12:00 Uhr      | Vereinigte Arabische Emirate | 9:1 (0:0, 6:1, 3:0)    | Mongolei                     | Astana, Kasachstan Zuschauer: 300   |
| 2. Februar 2011 20:30 Uhr            | 2. Februar 2011 15:30 Uhr      | Thailand                     | 16:1 (7:0, 7:0, 2:1)   | Malaysia                     | Astana, Kasachstan Zuschauer: 300   |
| 4. Februar 2011 13:30 Uhr            | 4. Februar 2011 8:30 Uhr       | Kirgisistan                  | 15:4 (5:3, 4:0, 6:1)   | Athleten aus Kuwait          | Astana, Kasachstan Zuschauer: 200   |
| 4. Februar 2011 17:00 Uhr            | 4. Februar 2011 12:00 Uhr      | Mongolei                     | 1:7 (1:1, 0:4, 0:2)    | Thailand                     | Astana, Kasachstan Zuschauer: 100   |
| 4. Februar 2011 20:30 Uhr            | 4. Februar 2011 15:30 Uhr      | Malaysia                     | 1:7 (0:1, 1:2, 0:4)    | Vereinigte Arabische Emirate | Astana, Kasachstan Zuschauer: 200   |
| 5. Februar 2011 13:30 Uhr            | 5. Februar 2011 8:30 Uhr       | Athleten aus Kuwait          | 23:0 (6:0, 7:0, 10:0)  | Bahrain                      | Astana, Kasachstan Zuschauer: 300   |
| 5. Februar 2011 17:00 Uhr            | 5. Februar 2011 12:00 Uhr      | Malaysia                     | 5:6 (1:1, 4:3, 0:2)    | Mongolei                     | Astana, Kasachstan Zuschauer: 200   |
| 5. Februar 2011 20:30 Uhr            | 5. Februar 2011 15:30 Uhr      | Vereinigte Arabische Emirate | 2:9 (0:1, 2:5, 0:3)    | Thailand                     | Astana, Kasachstan Zuschauer: 300   |

| Pl. |                              | Sp | S | OTS | OTN | N | Tore   | Punkte |
| 1.  | Kirgisistan                  | 6  | 6 | 0   | 0   | 0 | 95:023 | 18     |
| 2.  | Thailand                     | 6  | 5 | 0   | 0   | 1 | 70:022 | 15     |
| 3.  | Vereinigte Arabische Emirate | 6  | 4 | 0   | 0   | 2 | 48:027 | 12     |
| 4.  | Mongolei                     | 6  | 3 | 0   | 0   | 3 | 35:037 | 9      |
| 5.  | Malaysia                     | 6  | 2 | 0   | 0   | 4 | 46:059 | 6      |
| 6.  | Athleten aus Kuwait          | 6  | 1 | 0   | 0   | 5 | 41:040 | 3      |
| 7.  | Bahrain                      | 6  | 0 | 0   | 0   | 6 | 11:138 | 0      |

Neben diesen sieben Nationen hatten zunächst auch Indien und Katar für das Turnier gemeldet bzw. Interesse an einer Teilnahme geäußert. Indien reiste jedoch mit seinem Nationalteam nicht an, Katar verwarf die Überlegungen diesbezüglich wieder.
Die kuwaitische Nationalmannschaft spielte aufgrund der Suspendierung ihres Nationalen Olympischen Komitees durch das Internationale Olympische Komitee IOC als Athleten aus Kuwait unter der olympischen Flagge.

### Abschlussplatzierungen
| Rang | Nation                       |
| ---- | ---------------------------- |
| 1    | Kasachstan                   |
| 2    | Japan                        |
| 3    | Südkorea                     |
| 4    | Volksrepublik China          |
| 5    | Republik China (Taiwan)      |
| 6    | Kirgisistan                  |
| 7    | Thailand                     |
| 8    | Vereinigte Arabische Emirate |
| 9    | Mongolei                     |
| 10   | Malaysia                     |
| 11   | Athleten aus Kuwait          |
| 12   | Bahrain                      |

## Frauen

### Modus
Jede der fünf Mannschaften spielte einmal gegen jede andere Mannschaft. Die Mannschaft mit den meisten Punkten gewinnt die Goldmedaille.

### Ergebnisse
| 28. Januar 2011 14:30 Uhr (Ortszeit) | 28. Januar 2011 9:30 Uhr (MEZ) | Südkorea            | 0:10 (0:4, 0:3, 0:3)                | Japan               | Almaty, Kasachstan Zuschauer: 1.500 |
| 28. Januar 2011 19:00 Uhr            | 28. Januar 2011 14:00 Uhr      | Nordkorea           | 0:3 (0:1, 0:0, 0:2)                 | Kasachstan          | Almaty, Kasachstan Zuschauer: 2.500 |
| 29. Januar 2011 14:30 Uhr            | 29. Januar 2011 9:30 Uhr       | Volksrepublik China | 8:1 (1:1, 4:0, 3:0)                 | Nordkorea           | Almaty, Kasachstan Zuschauer: 500   |
| 29. Januar 2011 19:00 Uhr            | 29. Januar 2011 14:00 Uhr      | Kasachstan          | 11:0 (2:0, 5:0, 4:0)                | Südkorea            | Almaty, Kasachstan Zuschauer: 2.400 |
| 31. Januar 2011 14:30 Uhr            | 31. Januar 2011 9:30 Uhr       | Volksrepublik China | 10:0 (1:0, 5:0, 4:0)                | Südkorea            | Almaty, Kasachstan Zuschauer: 700   |
| 31. Januar 2011 19:00 Uhr            | 31. Januar 2011 14:00 Uhr      | Kasachstan          | 3:2 n. P. (0:1, 0:1, 2:0, 0:0, 1:0) | Japan               | Almaty, Kasachstan Zuschauer: 3.300 |
| 1. Februar 2011 14:30 Uhr            | 1. Februar 2011 9:30 Uhr       | Nordkorea           | 6:1 (2:1, 2:0, 2:0)                 | Südkorea            | Almaty, Kasachstan Zuschauer: 551   |
| 1. Februar 2011 19:00 Uhr            | 1. Februar 2011 14:00 Uhr      | Japan               | 4:3 n. V. (0:0, 2:1, 1:2, 1:0)      | Volksrepublik China | Almaty, Kasachstan Zuschauer: 2.000 |
| 3. Februar 2011 11:30 Uhr            | 3. Februar 2011 6:30 Uhr       | Japan               | 6:0 (2:0, 3:0, 1:0)                 | Nordkorea           | Almaty, Kasachstan Zuschauer: 500   |
| 3. Februar 2011 16:00 Uhr            | 3. Februar 2011 11:00 Uhr      | Volksrepublik China | 1:4 (0:1, 0:1, 1:2)                 | Kasachstan          | Almaty, Kasachstan Zuschauer: 3.700 |

| Pl. |                     | Sp | S | OTS | OTN | N | Tore  | Punkte |
| 1.  | Kasachstan          | 4  | 3 | 1   | 0   | 0 | 21:03 | 11     |
| 2.  | Japan               | 4  | 2 | 1   | 1   | 0 | 22:06 | 9      |
| 3.  | Volksrepublik China | 4  | 2 | 0   | 1   | 1 | 22:09 | 7      |
| 4.  | Nordkorea           | 4  | 1 | 0   | 0   | 3 | 07:18 | 3      |
| 5.  | Südkorea            | 4  | 0 | 0   | 0   | 4 | 01:37 | 0      |

## Medaillenspiegel
| Medaillenspiegel Eishockey | Medaillenspiegel Eishockey | Medaillenspiegel Eishockey | Medaillenspiegel Eishockey | Medaillenspiegel Eishockey | Medaillenspiegel Eishockey |
| Platz                      | Land                       | Gold                       | Silber                     | Bronze                     | Gesamt                     |
| -------------------------- | -------------------------- | -------------------------- | -------------------------- | -------------------------- | -------------------------- |
| 1                          | Kasachstan                 | 2                          | –                          | –                          | 2                          |
| 2                          | Japan                      | –                          | 2                          | –                          | 2                          |
| 3                          | Volksrepublik China        | –                          | –                          | 1                          | 1                          |
| 3                          | Südkorea                   | –                          | –                          | 1                          | 1                          |